# براندون پلازا
براندون پلازا هرناندز (انگلیسی:Brandon Plaza Hernandéz؛ متولد ۲۲ اکتبر ۱۹۹۶) یک تکواندوکار مکزیکی است. وی در مسابقات تکواندوی پان امریکن ۲۰۱۸ مدال طلا را از آن خود کرد.